# Daniel Arzani
Daniel Arzani (født 4. januar 1999) er en australsk fodboldspiller, der spiller for Manchester City. Han har desuden spillet på det australske fodboldlandshold.

## Klubkarriere
Arzani er født i Iran, og hans familie flyttede til Australien, da han var syv år gammel. Familien boede først i Sydney, men flyttede senere til Melbourne, og Arzani spillede fodbold begge steder.

### Melbourne City
I 2016 skrev han kontrakt med Melbourne City FC, og han debuterede på klubbens A-hold 6. januar 2018, hvor han lagde op til Citys to mål i 2-1-sejren over Wellington Phoenix FC. Senere samme år blev han valgt til årets unge spiller i A-League.

### Manchester City
I august 2018 skiftede han til engelske Manchester City F.C., hvorfra han straks blev udlejet til Celtic F.C. i Skotland.

#### Celtic
I forbindelse med sin debut på Celtics førstehold blev Arzani ramt af en korsbåndsskade, der betød, at han ikke kom til at spille mere i 2018-19-sæsonen. Han kom i gang igen i september 2019, men nåede blot en enkelt pokalkamp for førsteholdet, inden lejemålet udløb i sommeren 2020.

#### Utrecht
I august 2020 blev Arzani igen udlejet, denne gang til hollandske FC Utrecht, hvor han spillede i alt ti kampe på klubbens førstehold og ungdomshold.

#### AGF
I januar 2021 blev han udlejet til AGF for et halvt år. Opholdet blev ikke nogen stor succes, idet han kun spillede fire ligakampe, deraf én fra start, inden lejemålet udløb.

## Landshold
Arzani har spillet et par håndfulde kampe på forskellige australske ungdomslandshold, og han blev udtaget til Australiens A-landsholdsbruttotrup til VM 2018 i Rusland. Han fik debut for A-landsholdet i en venskabskamp mod Tjekkiet 1. juni samme år, da han blev skiftet ind mod slutningen af kampen. Dagen efter kom han med i den endelige trup til VM som den yngste blandt alle spillere ved VM. Han scorede sit første mål på A-landsholdet i sin anden kamp, en venskabskamp mod Ungarn 9. juni 2018. Ved VM blev Arzani skiftet ind i alle tre gruppekampe mod Frankrig, Danmark og Peru.